# Safet Babic
Safet Babic (* 28. März 1981 in Hanau) ist ein deutscher Politiker mit bosnischer Familien-Geschichte, der nach eigenen Angaben 1997 eingebürgert wurde. 2016 wurde von ihm die Frage, ob er im Gegenzug die Staatsbürgerschaft von Bosnien und Herzegowina aufgegeben habe, nicht beantwortet. Für die NPD tritt er als Kandidat bei Europa-, Bundestags-, Landtags- und Kommunalwahlen an. Von Juni 2009 bis September 2011 war er Mitglied des Trierer Stadtrats. Bundesweites Medienecho erzeugten die Reaktionen von Vorstandsmitgliedern der Jungen Nationaldemokraten (JN) auf die Aufnahme des Bosnischstämmigen in ihre Organisation.

## Politischer Werdegang
Babic’ Eltern stammen aus Bosnien und kamen in den 1970er Jahren als Gastarbeiter nach Deutschland. Er selbst bezeichnet sich daher als „europäischen Befreiungsnationalisten bosnischer Herkunft“. Mit etwa 13 Jahren fing er an, sich mit den politischen Programmen rechter Parteien zu beschäftigen, las rechte Zeitschriften, hörte rechte Musik, verteilte Flyer der Republikaner und Aufkleber der DVU. Babic wurde 1998 als Schriftwart der Jungen Landsmannschaft Ostpreußen (JLO) in Hessen sowie bei den Jungen Nationaldemokraten aktiv. Für die NPD kandidierte er im März 2001 im hessischen Karben bei Kommunalwahlen und war Autor in der NPD-Parteizeitung Deutsche Stimme und der rechtsextremen Zeitschrift Signal (ehemals Europa Vorn, heute Nation24). Auch als Redner bei JN-Kundgebungen wurde er bekannt.

## Der Eklat bei den Jungen Nationaldemokraten
Nachdem Babic einen Mitgliedsantrag für die JN gestellt hatte, wurde er nicht automatisch aufgenommen, sondern musste sich erst dem Vorstand vorstellen, der schließlich mit sieben zu fünf Stimmen für seine Aufnahme plädierte. Dies führte bei den JN jedoch zu einem Eklat, als neben einigen Führungskadern aus Nordrhein-Westfalen und Baden-Württemberg, darunter auch der stellvertretende JN-Landesvorsitzende Lars Käppler, der komplette sächsische JN-Landesvorstand aus Protest aus der Bundesorganisation austrat. Sie begründeten ihren Schritt wie folgt: Wer die multikulturelle Gesellschaft bekämpfe, könne „selbst nicht multikulturell sein.“ Das „Prinzip der Abstammung“ sei verletzt und eine weitere Mitgliedschaft in der JN „Volksverrat“. Der JN-Bundesvorsitzende Sascha Roßmüller rechtfertigte den Schritt in einer Stellungnahme. Man habe versucht, „positive Elemente in die Volksgemeinschaft einzubinden.“ Der JN-Bundesgeschäftsführer sprach davon, dass Babic über ein „äußerst nordische(s) Aussehen“ verfüge und „viel mehr Deutscher als einige von uns“ sei.

## Politisches Engagement an der Universität Trier
Nach der Aufnahme seines Jurastudiums an der Universität Trier 2001 engagierte sich Babic im Trierer AStA und trat bei Streiks und Protesten, wie z. B. gegen die Einführung von Studiengebühren, auf. Er verschwieg seine NPD-Mitgliedschaft und versuchte mit entsprechenden Äußerungen das Vertrauen der linken Szene in Trier zu gewinnen. Nach etwa einem halben Jahr Aktivität, die Babic selber als „Zeit als Maulwurf“ bezeichnete, wurde seine Mitgliedschaft offengelegt.
Als Reaktion auf seine „Enttarnung“ gründete Babic die „Freiheitliche Soziale Liste“ (FSL) an der Trierer Universität. Während er im Dezember 2002 bei den Wahlen zum Trierer Studierendenparlament noch knapp scheiterte, gelang ihm Ende 2003 der Einzug, was ihm bundesweite Aufmerksamkeit bescherte. Über Babics Einzug in das Studierendenparlament wurde unter anderem im Spiegel und der Frankfurter Rundschau berichtet. In mehreren Anträgen forderte er den AStA der Universität Trier auf, sich allein mit Hochschulpolitik zu beschäftigen, und drohte mit einem Strafgeld von 250.000 Euro. Gleichzeitig verlangte er jedoch Stellungnahmen des AStA beispielsweise zu den Luftangriffen auf Dresden im Februar 1945 und zur Kapitulation der deutschen Wehrmacht am 8. Mai 1945 – nach Babics Ansicht ein „Tag der Niederlage“. Mit seiner Klage scheiterte Babic sowohl vor dem Verwaltungsgericht in Trier als auch vor dem Oberverwaltungsgericht Koblenz.

## Weitere Parteikarriere bei NPD und NHB
Babic wurde bildungspolitischer Sprecher und Mitglied des NPD-Landesvorstandes Rheinland-Pfalz sowie stellvertretender Vorsitzender des Nationaldemokratischen Hochschulbundes (NHB). Für die NPD trat er erfolglos bei der Europawahl 2004 auf Platz 21 und bei der Bundestagswahl 2005 auf Platz vier der Landesliste in Rheinland-Pfalz und als Direktkandidat im Wahlkreis Trier an. Die Übernahme von Parteiämtern und die Nominierung von Babic als Kandidat bei Wahlen führte erneut zu beträchtlichen Spannungen innerhalb der NPD. Im Januar 2004 trennte sich der Kreisverband Prignitz-Ruppin von der NPD ab. Der Kreisvorsitzende Mario Schulz, gleichzeitig NPD-Landesvorsitzender in Brandenburg, meinte: „Da sich die NPD offenbar vom Grundsatz ‚Deutscher ist, wer deutschen Blutes ist‘ verabschiedet, hat sie ihr Existenzrecht verloren und reiht sich ein bei den Feinden unseres Volkes.“ Zusammen mit Schulz sagten sich vier weitere Vorstandsmitglieder des Landesverbandes Berlin-Brandenburg der NPD von der Partei los, darunter auch der Wittstocker Stadtverordnete Mathias Wirth, und gründeten die Bewegung Neue Ordnung (BNO).
Babics Vortrag zum Thema „Nationaldemokratische Hochschulpolitik in der Bundesrepublik“ beim Ring Freiheitlicher Studenten (RFS) und der Wiener Burschenschaft Gothia im März 2006 sorgte in Österreich für landesweite Diskussionen über die Verbindungen des RFS zur rechtsextremen Szene.
Zur Landtagswahl 2006 in Rheinland-Pfalz stand Babic auf Listenplatz 2 der NPD noch vor René Rodriguez-Teufer, Sascha Wagner und Christian Hehl.
Bei den Kommunalwahlen in Rheinland-Pfalz 2009 gelang Babic als Spitzenkandidat der NPD der Einzug in den Trierer Stadtrat. Am 2. September 2010 stimmte Babic als einziges Mitglied des Trierer Stadtrats gegen eine formelle Aberkennung der Ehrenbürgerschaft von Adolf Hitler und Bernhard Rust. Außerdem forderte er, Konrad Adenauer die Ehrenbürgerwürde abzuerkennen, weil dieser nach Ende des Zweiten Weltkrieges die Wiedervereinigung Deutschlands verhindert habe.
Seit Dezember 2006 ist Babic stellvertretender Landesvorsitzender der NPD Rheinland-Pfalz und deren Pressesprecher. Bei der Bundestagswahl 2021 trat er auf Listenplatz 3 der NPD Rheinland-Pfalz an.
Neben der NPD engagierte sich Babic auch für die inzwischen verbotene Hilfsorganisation für nationale politische Gefangene und deren Angehörige (HNG).

## Verurteilungen
Am 18. Mai 2009 war er an einer Schlägerei beteiligt, bei der drei Personen angegriffen wurden, die zuvor Wahlplakate der NPD abgerissen hatten. Eine Person wurde am Boden liegend geschlagen und getreten, erlitt eine schwere Gehirnerschütterung und musste in ein Krankenhaus eingeliefert werden. Babic und drei Gesinnungsgenossen wurden vorübergehend festgenommen. Am 2. November 2009 kündigte die Staatsanwaltschaft Trier an, wegen dieses Vorfalls Anklage beim Landgericht Trier wegen gefährlicher Körperverletzung sowie wegen anderer Vorfälle wegen Verstoßes gegen das Versammlungsgesetz und wegen Volksverhetzung zu erheben. Das Landgericht Trier befand Babic am 22. Dezember 2010 für schuldig, an der Prügelei beteiligt gewesen zu sein, und verurteilte ihn wegen gefährlicher Körperverletzung zu einer Freiheitsstrafe von sieben Monaten, ausgesetzt zur Bewährung. Das Urteil wurde im August 2011 rechtskräftig, nachdem der Bundesgerichtshof einen Revisionsantrag Babics verworfen hat. Eine Verbindung zwischen den Neonazis und der örtlichen Polizei wurde trotz einiger Hinweise bei dem Prozess nicht beleuchtet. Daraufhin schloss der Stadtrat der Stadt Trier Babic am 22. September 2011 in einer nichtöffentlichen Sondersitzung aus. Wie Oberbürgermeister Klaus Jensen mitteilte, fiel der Beschluss einstimmig. Der Rat beschloss zudem den Sofortvollzug der Entscheidung. Babic legte gegen diesen Beschluss Klage beim Verwaltungsgericht Trier ein. Am 8. Mai 2012 entschied das VG Trier, dass der Ausschluss Babics aus dem Stadtrat rechtmäßig gewesen sei. Im Urteilstext heißt es, dass der Kläger die für ein Ratsmitglied erforderliche Unbescholtenheit verwirkt habe, weil er Selbstjustiz geübt und das Feld des zulässigen politischen Meinungskampfes verlassen habe. Mit dem Urteil vom 21. Januar 2015 hob das Bundesverwaltungsgericht diese – zuvor durch das OVG Koblenz noch bestätigte – Entscheidung auf. Es begründete sein Urteil damit, dass es für einen Ausschluss nicht reiche, wenn die Verurteilung das Ansehen des Stadtrates beeinträchtige oder die Gefahr entstehe, dass Bürger das Vertrauen in die Politik verlieren. Vielmehr müsse die Funktionsfähigkeit des Rates infolge der Straftat konkret gefährdet sein. Auf diesen Umstand sei der Ausschluss aber gar nicht gestützt worden.
Am 25. April 2016 wurde Babic vom Amtsgericht Trier wegen Volksverhetzung zu fünf Monaten Haft auf Bewährung verurteilt. Das Gericht sah es als erwiesen an, dass Babic bei einer Kundgebung im Februar 2014 Asylbewerber herabgewürdigt und zu Hass aufgerufen habe. Seine Verteidigerin Nicole Schneiders hatte Freispruch gefordert, da sich seine Äußerungen nicht auf Ausländer, sondern auf die Gegendemonstranten bezogen hätten, und kündigte Berufung an.
Im Juli 2020 wurde Babic wegen seiner Äußerungen bei einer Demonstration vor der Aufnahmeeinrichtung für Asylsuchende vom Landgericht Trier zu 1.200 Euro Geldstrafe verurteilt.
Mit Stand von November 2021 war ein weiteres Verfahren wegen Verherrlichung der nationalsozialistischen Gewaltherrschaft und antisemitischer Hetze anhängig.

## Medien
Auf ein Video der NPD Trier, in dem u. a. Babic zu einer Demonstration gegen die Trierer Asylpolitik vor der Jägerkaserne aufrief, folgte ein überregionales Medienecho und ein kleiner Shitstorm auf der Facebook-Seite der Trierer NPD. In dem Video wird mehrfach die in der rechtsextremen Szene häufig verwendete Abkürzung „444“ sowie die unverschleierte Variante „Deutschland den Deutschen“ von allen vier Protagonisten ausgerufen. Neben ironischen und sarkastischen Kommentaren tauchten innerhalb kurzer Zeit auch Parodien des Videos (u. a. von Jan Böhmermann) auf und die Süddeutsche Zeitung berichtete über einen humoristischen Antwortbrief mit beigelegten Kondomen eines SPD-Politikers. Zwei Monate später griff auch Oliver Kalkofe das Video in einer Parodie auf, so dass es weiterhin Thema blieb.
Im Dezember 2015 tauchte ein Foto in den sozialen Medien auf, das vermutlich Babic beim Essen eines Döners zeigt. Das Foto wurde binnen weniger Stunden vielfach auf einer Facebook-Seite geteilt, die Safet Babic für den Deutschen Comedypreis nominieren möchte.